# Papos
Papos is een plaats (község) en gemeente in het Hongaarse comitaat Szabolcs-Szatmár-Bereg. Papos telt 864 inwoners (2001).